# Bajo Egipto
Bajo Egipto se denominaba como el Antiguo Egipto a la zona norte del país, y abarca desde el mar Mediterráneo al sur de El Cairo. Comprende la fértil región del delta del Nilo. 
| S3 | L2 · X1 | I13 |

| S3 | L2 · X1 | I13 |

El Bajo Egipto era conocido como Ta-Mehu que significa "tierra del papiro". Es "bajo" en relación con el curso del Nilo. Estaba representado por la corona Roja (Mhs, net, bit, deshret, uer) y la avispa. También el áspid, signo de la diosa Uadyet, era el símbolo del Bajo Egipto (el buitre lo era del Alto Egipto). En el trono del faraón estaba representado por plantas de papiro (el sur por lotos).
Actualmente, hay dos canales principales que surcan el delta: uno al oeste, que desemboca junto a Rashid y otro al este, en Damieta. Plinio el Viejo y Heródoto describen siete brazos del Nilo, gracias a los cuales y a los canales y brazos secundarios del Delta los egipcios tenían una red de transporte tal que nunca tuvieron necesidad de construir  carreteras; esto facilitó la unión entre ellos y dificultó las invasiones exteriores.
Según Heródoto: 

... a su paso por la ciudad de Cercasoro el Nilo se divide en tres brazos: al este el Pelusiaco, al oeste el canópico y el que es recto, sigue así: corre hacia arriba y llega al vértice del Delta; desde allí corta el Delta por el medio y se echa en el mar; no es el brazo que le aporta menor caudal ni es el menos célebre, y se llama brazo sebennítico. Hay aún otras dos bocas que se desprenden de la sebenítica y se dirigen al mar, llamadas la una saítica y la otra mendesia. El brazo bolbitino y el bucólico no son naturales sino excavados.
Heródoto (Euterpe, capítulo 17)

Nomos del Bajo Egipto.

El Bajo Egipto estaba dividido en veinte distritos llamados nomos, cuya organización experimentó cambios a lo largo de la historia. El clima es más suave que en el Alto Egipto, con temperaturas menos extremas y precipitaciones más abundantes. 
Las localidades actuales más importantes del Bajo Egipto son:
| - Alejandría - Damieta | - El Cairo - Guiza | - Puerto Saíd - Suez |

Los yacimientos arqueológicos más importantes están en:
| - Alejandría - Abu Gurab - Abu Roash - Abusir - Bubastis (Tell Basta) - Buto (Tell el-Farain) - Canopus | - Dahshur - El Lahun - El Lisht - Guiza - Hawara - Heliópolis - Mazghuna | - Meidum - Mendes (Tell el-Ruba) - Menfis - Naucratis - Saqqara - Sais (Sa el-Hagar) - Tanis (San el-Hagar) |

## Otras regiones de Egipto
- Alto Egipto
- Egipto Medio
- Nubia